# BB 1500
Pour un article plus général, voir BB Midi.
Les BB 1500 sont une série de quarante anciennes locomotives électriques de la Compagnie du Midi, fonctionnant sous courant continu à la tension de 1,5 kV.
Les locomotives de cette première génération de BB Midi sont livrées entre 1926 et 1928 et sont destinées à la traction des trains de marchandises. D'une puissance jugée insuffisante et d'une fiabilité encore perfectible mais d'une grande robustesse, elles sont déclassées comme machines de manœuvre entre la fin de la Seconde Guerre mondiale et les années 1950 et sont actives dans une quinzaine de dépôts de la SNCF. La radiation de la série s'échelonne de 1970 à 1979.
Des éléments de la BB 1501 et de la BB 1632 sont assemblés pour reconstituer une locomotive exposée sous l'immatriculation Midi d'origine « E 4002 » à la Cité du train à Mulhouse, cette locomotive ayant remorqué, le 30 octobre 1922, le train inaugural de la traction électrique sous courant continu 1,5 kV en France.

## Genèse de la série

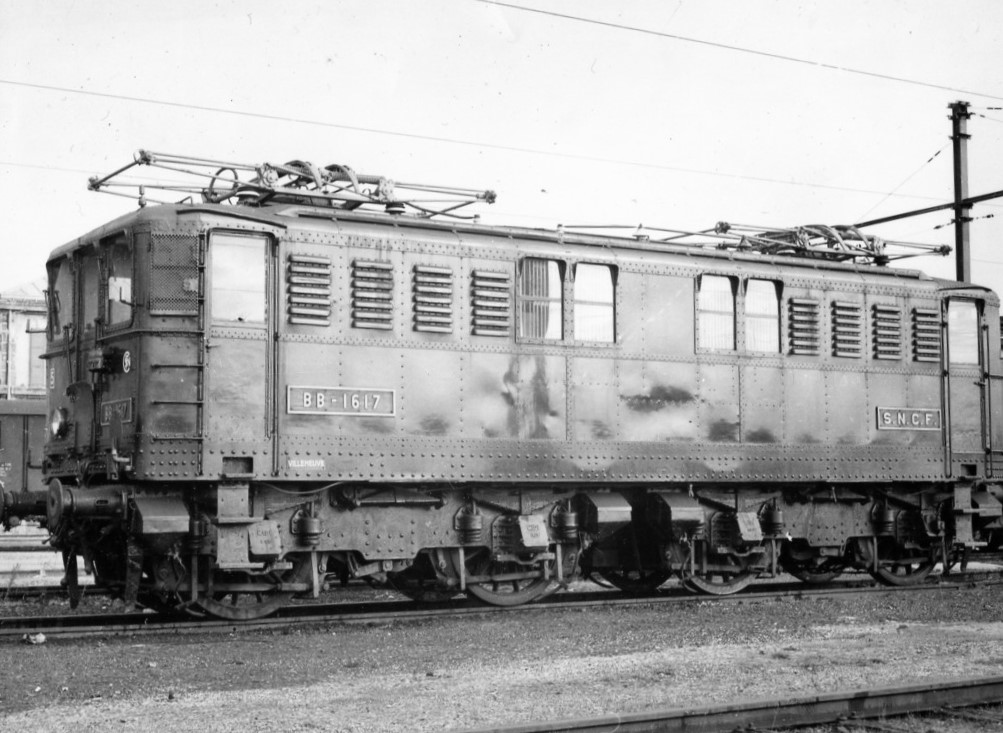
BB 1617 (BB Midi de la première tranche).

La compagnie du Midi commence à électrifier son réseau en 1912 en courant alternatif à la tension de 12 kV et à la fréquence de 16 ²⁄₃ Hz. Pour se conformer à la décision ministérielle de 1920, elle poursuit l'électrification, mais en courant continu à la tension de 1,5 kV. Pour assurer la traction des trains, elle commande deux groupes de locomotives : d'une part les E 3100 et E 4800 pour les rames rapides de voitures voyageurs et d'autre part des BB qui doivent assurer le service mixte marchandises/omnibus et express voyageurs.
Les BB Midi sont inspirées des locomotives mises en service dès 1915 sur le LNER britannique et utilisent les mêmes équipements électriques fabriqués par Dick Kerr. Une première tranche représentant 50 unités, sans prototypes préalables, est livrée en 1923 : les E 4001 à 4020 et E 4501 à 4530 qui deviendront les BB 1600.
Les besoins augmentant, une nouvelle tranche est livrée à partir de 1926. Elle est composée de 40 machines que leur rapport d'engrenages dédie plus particulièrement au trafic marchandises. Elles prennent les numéros E 4001 à 4040 alors que les précédentes E 4001 à 4020 sont renumérotées dans la série des E 4500 et adaptées à la traction de trains de voyageurs. Les engins de cette deuxième tranche deviendront les BB 4000 puis les BB 1500.

## Description

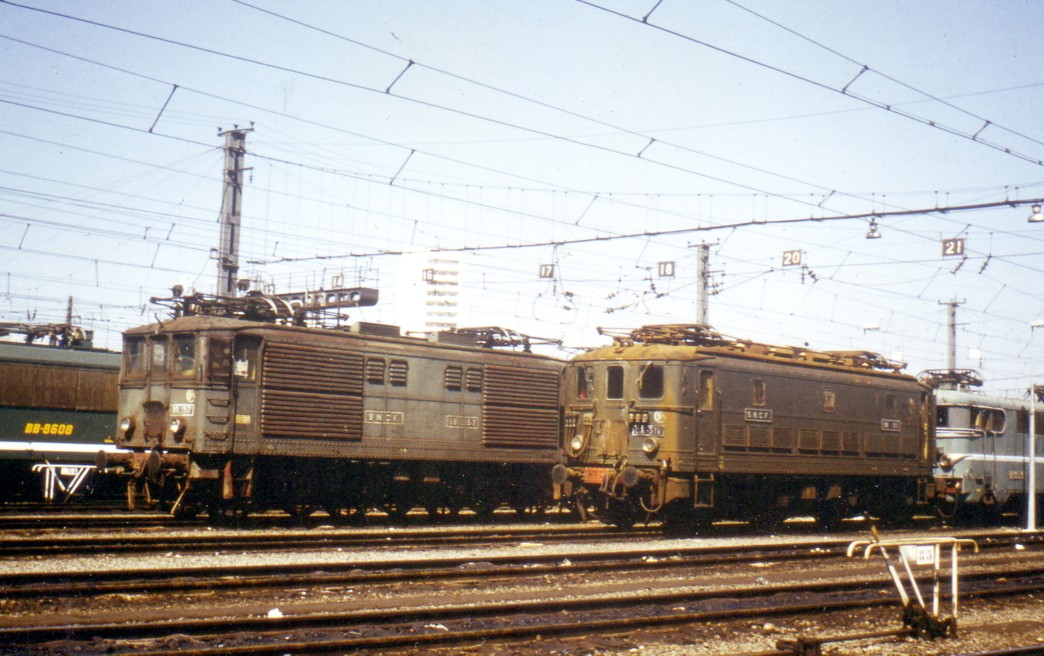
La BB 1517 (au second plan) à Toulouse en 1980.

Les locomotives de cette série sont pourvues du même châssis, des mêmes moteurs et des mêmes bogies sur lesquels sont fixés les attelages et les tampons que les précédentes ; leur caisse est également composée de panneaux profilés rivetés. Leur longueur (11,850 m) est identique mais leur masse (74,2 t) est un peu inférieure en raison d'appareillages électriques différents. Pour cette même raison, leur puissance continue (709 kW) est légèrement moindre. Leurs quatre moteurs (deux par bogie) entraînent, par des transmissions bilatérales, les roues à rayons d'un diamètre de 1,4 m. Elles sont comme les précédentes construites dans l'usine des Constructions électriques de France à Tarbes.
Elles disposent par contre de transmissions avec un rapport d'engrenages de 76/15 qui limite leur vitesse à 60 km/h mais qui est adapté aux missions qu'elles doivent remplir. Elles sont équipées du freinage rhéostatique car le freinage par récupération des BB 1600 se révèle parfois insuffisant mais ne peuvent pas fonctionner en unités multiples — elles possèdent cependant des portes frontales d'intercirculation — et ne sont pas aptes au chauffage électrique des rames de voitures de voyageurs. Extérieurement, elles se distinguent de toutes les autres BB Midi par la présence de grandes persiennes de ventilation à lames horizontales qui occupent toute la hauteur de la caisse — cet aménagement est imposé par la nécessité d'évacuer la chaleur produite lors du freinage rhéostatique — et qui sont séparées par quatre petites baies, vitrées elles aussi ou munies de persiennes.

## Carrière
Les E 4000 constituent, avec les E 4500, la première génération de BB Midi et sont affectées, dès leur mise en service, au dépôt de Tarbes mais rejoignent d'autres établissements après une période de rodage et de mise au point. Dès la création de la SNCF en 1938, ces locomotives, alors numérotées BB 4000 ne remorquent plus que des trains de marchandises légers, en raison de leur mauvais comportement en ligne et de leurs frais de maintenance élevés.
Plusieurs d'entre elles sont endommagées pendant la Seconde Guerre mondiale mais sont réparables. En 1947, elles sont réservées aux manœuvres dans les gares et les triages, moyennant des modifications qui les immobilisent entre 2 et 10 mois (recâblage, suppression d'équipements inutiles, pose de lanterneaux pour améliorer la ventilation, modification du pupitre de conduite, aptitude au couplage) aux ateliers de Béziers. Leur rôle consiste alors à remplacer les locomotives à vapeur dans les dépôts où l'électrification le permet. Certaines d'entre elles quittent le dépôt de Tarbes pour ceux d'Angoulême, Béziers, Narbonne, Limoges ou Tours-Saint-Pierre. Leur renumérotation en BB 1501 à 1540 intervient à partir de 1950.
Dès lors, les BB 1500 sont exclusivement affectées aux manœuvres et aux « remontes » de rames voyageurs dans les dépôts des régions Sud-Ouest (Angoulême, Bayonne, Béziers, Bordeaux, Brive, Coutras, Limoges, Narbonne, Paris-Sud-Ouest, Tarbes, Toulouse, Tours-Saint-Pierre et Vierzon) et Méditerranée (Avignon, Lyon-Mouche, Marseille-Blancarde et Portes-lès-Valence), les affectations variant au fil des années,.
Les premières radiations ont lieu en décembre 1970 avec la 1526 de Tours-Saint-Pierre puis en mai 1971 avec la 1512 de Paris-Sud-Ouest, cette dernière servant de magasin de pièces détachées aux ateliers de Béziers. En 1976, le parc est réduit de moitié. La série disparaît en 1979, la BB 1536 étant retirée du service début février et radiée en décembre. À défaut de faire preuve d'une fiabilité exemplaire, les BB 1500 sont des locomotives extrêmement robustes, certaines d'entre elles conservant les mêmes caisse, moteurs et bogies de leur mise en service jusqu'à leur radiation.

## Préservation

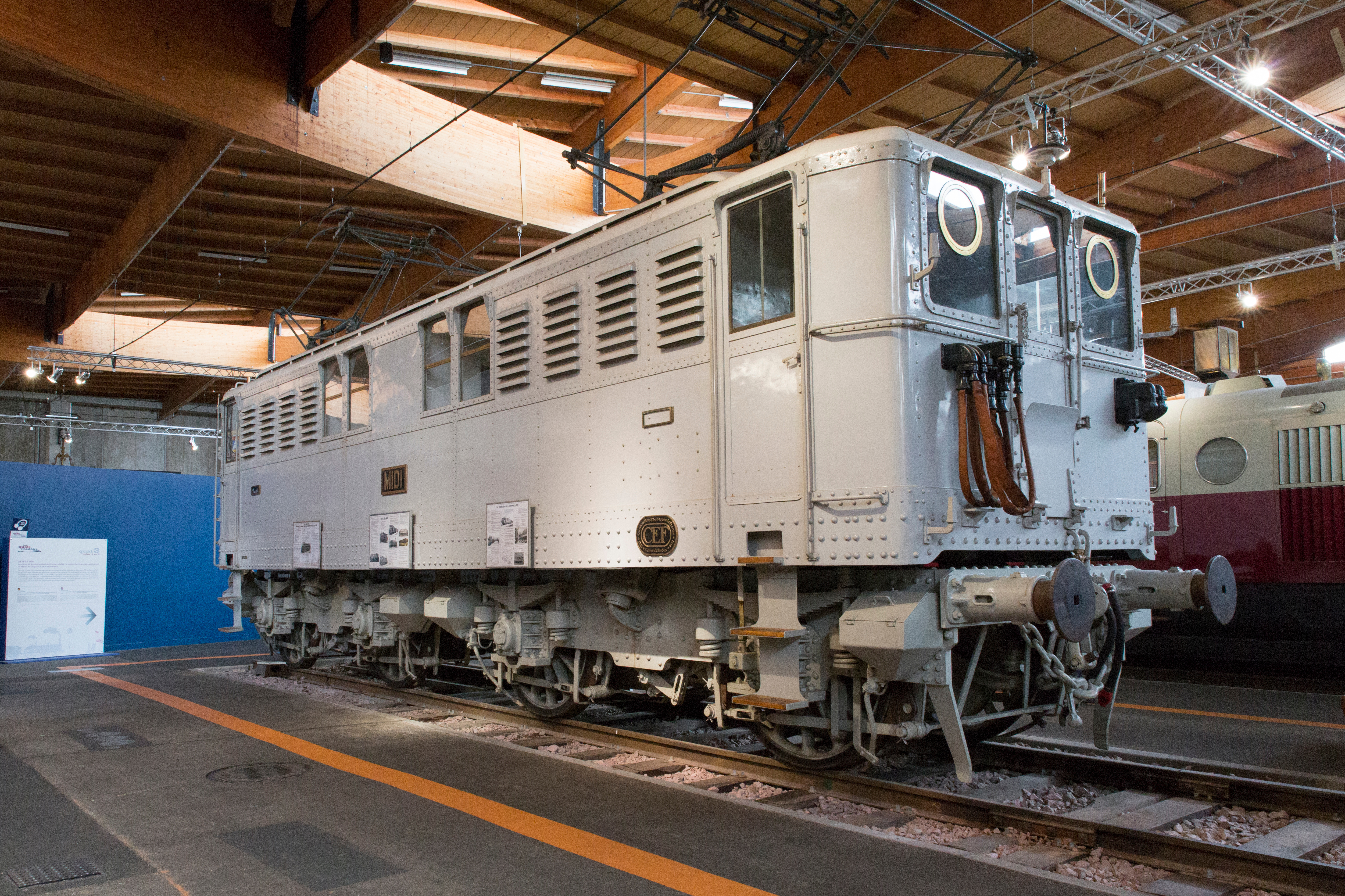
La E 2002 à la Cité du train.

Aucune BB 1500 n'est sauvegardée en tant que telle.
La BB 1632, préservée à la Cité du train de Mulhouse en livrée gris pâle et sous son probable numéro d'origine Midi E 4002, est en fait constituée de l'ancienne BB 1501 en meilleur état général (caisse, bogies, faces frontales et toiture), sur laquelle sont rapportées les faces latérales de la 1632 ; son appareillage électrique est incomplet.
C'est la E 4002, dans la même livrée d'apprêt, qui remorque le train inaugural entre Pau et Lourdes, le 30 octobre 1922 ; il s'agit de la première circulation d'une locomotive à courant continu 1,5 kV en France. La machine n'est pas encore officiellement livrée ni même complètement terminée — elle n'a en tout cas pas encore reçu sa décoration définitive —, mais le constructeur l'a prêtée à la compagnie du Midi pour cette occasion.

## Modélisme
Les BB 1500 ont été reproduites à l'échelle HO en 2009 par le fabricant Electrotren.
Le fabricant Jouef commercialise également les BB 1521 en HO en 2021 sous les références HJ2384 (analogique) et HJ2384S (digitale sonore). Le modèle est muni d'un port 21mtc pour la numérisation. La prise de courant peut se faire via les rails ou les pantographes via un commutateur situé sous le toit.